# سهره‌نمای ابروسفید
سهره‌نمای ابروسفید (نام علمی: Kleinothraupis auricularis)، گونه‌ای از پرندگان خانواده فرخندگان است که در پرو یافت می‌شود. زیستگاه طبیعی آن جنگل‌های کوهستانی نمناک نیمه‌گرمسیری یا گرمسیری است.